# Dipseudopsis noricis
Dipseudopsis noricis är en nattsländeart som beskrevs av Martin E. Mosely 1936. Dipseudopsis noricis ingår i släktet Dipseudopsis och familjen Dipseudopsidae. Inga underarter finns listade i Catalogue of Life.